# Mary Zophres
Mary Zophres, nata Maria Zafeiropoulou (Fort Lauderdale, 23 marzo 1964), è una costumista statunitense, candidata quattro volte al Premio Oscar ai migliori costumi.

## Biografia
Nata da padre greco, Mary Zophres iniziò a lavorare in ambito cinematografico dagli anni '90 come costumista. Sono state frequenti le collaborazioni con i fratelli Joel ed Ethan Coen, in film come Fargo, Il grande Lebowski e Fratello, dove sei?.
Nel 2011 fu candidata al Premio Oscar ai migliori costumi per Il Grinta, così come sei anni dopo fu per La La Land. In entrambe le edizioni vinse Colleen Atwood, rispettivamente per Alice in Wonderland e Animali fantastici e dove trovarli.
Nel 2019 ha ricevuto la terza candidatura agli Oscar per La ballata di Buster Scruggs.

### Vita privata
Dal 2006 è sposata con il comico Murray Valeriano.

## Filmografia parziale
- PCU, regia di Hart Bochner (1994)
- Scemo & più scemo (Dumb and Dumber), regia di Peter Farrelly (1994)
- Un furfante tra i boyscout (Bushwhacked), regia di Greg Beeman (1995)
- Fargo, regia di Joel Coen (1996)
- Kingpin, regia di Peter e Bobby Farrelly (1996)
- L'ultimo dei grandi re (The Last of the High Kings), regia di David Keating (1996)
- Un autunno tra le nuvole (Digging to China), regia di Timothy Hutton (1998)
- Playing God, regia di Andy Wilson (1997)
- Il grande Lebowski (The Big Lebowski), regia di Joel Coen (1998)
- Paulie - Il pappagallo che parlava troppo (Paulie), regia di John Roberts (1998)
- Tutti pazzi per Mary (There's Something About Mary), regia di Peter e Bobby Farrelly (1998)
- Where's Marlowe?, regia di Daniel Pyne (1998)
- Ogni maledetta domenica (Any Given Sunday), regia di Oliver Stone (1999)
- Fratello, dove sei? (O Brother, Where Art Thou?), regia di Joel Coen (2000)
- L'uomo che non c'era (The Man Who Wasn't There), regia di Joel Coen (2001)
- Ghost World, regia di Terry Zwigoff (2001)
- Moonlight Mile - Voglia di ricominciare (Moonlight Mile), regia di Brad Silberling (2002)
- Prova a prendermi (Catch Me If You Can), regia di Steven Spielberg (2002)
- Una hostess tra le nuvole (View from the Top), regia di Bruno Barreto (2003)
- Prima ti sposo poi ti rovino (Intolerable Cruelty), regia di Joel Coen (2003)
- Ladykillers (The Ladykillers), regia di Joel ed Ethan Coen (2004)
- The Terminal, regia di Steven Spielberg (2004)
- Vita da strega (Bewitched), regia di Nora Ephron (2005)
- Smokin' Aces, regia di Joe Carnahan (2006)
- Non è un paese per vecchi (No Country for Old Men), regia di Joel ed Ethan Coen (2007)
- Leoni per agnelli (Lions for Lambs), regia di Robert Redford (2007)
- Indiana Jones e il regno del teschio di cristallo (Indiana Jones and the Kingdom of the Crystal Skull), regia di Steven Spielberg (2008)
- Burn After Reading - A prova di spia (Burn After Reading), regia di Joel ed Ethan Coen (2008)
- A Serious Man, regia di Joel ed Ethan Coen (2009)
- Iron Man 2, regia di Jon Favreau (2010)
- Il Grinta (True Grit), regia di Joel ed Ethan Coen (2010)
- Cowboys & Aliens, regia di Jon Favreau (2011)
- Una famiglia all'improvviso (People Like Us), regia di Alex Kurtzman (2012)
- Gangster Squad, regia di Ruben Fleischer (2013)
- A proposito di Davis (Inside Llewyn Davis), regia di Joel ed Ethan Coen (2013)
- Interstellar, regia di Christopher Nolan (2014)
- Ave, Cesare! (Hail, Caesar!), regia di Joel ed Ethan Coen (2016)
- La La Land, regia di Damien Chazelle (2016)
- La battaglia dei sessi (Battle of the Sexes), regia di Jonathan Dayton e Valerie Faris (2017)
- First Man - Il primo uomo (First Man), regia di Damien Chazelle (2018)
- La ballata di Buster Scruggs (The Ballad of Buster Scruggs), regia di Joel ed Ethan Coen (2018)
- Antebellum, regia di Gerard Bush e Christopher Renz (2020)
- Macbeth (The Tragedy of Macbeth), regia di Joel Coen (2021)
- Babylon, regia di Damien Chazelle (2022)
- Fly Me to the Moon - Le due facce della Luna (Fly Me to the Moon), regia di Greg Berlanti (2024)

## Riconoscimenti
Premio Oscar
- 2011 - Candidatura ai migliori costumi per Il Grinta
- 2017 - Candidatura ai migliori costumi per La La Land
- 2019 - Candidatura ai migliori costumi per La ballata di Buster Scruggs
- 2023 - Candidatura ai migliori costumi per Babylon

British Academy Film Awards
- 2003 - Candidatura ai migliori costumi per Prova a prendermi
- 2011 - Candidatura ai migliori costumi per Il Grinta
- 2017 - Candidatura ai migliori costumi per La La Land
- 2019 - Candidatura ai migliori costumi per La ballata di Buster Scruggs
- 2023 - Candidatura ai migliori costumi per Babylon

Saturn Award
- 2009 - Migliori costumi per Indiana Jones e il regno del teschio di cristallo